# Bolckow
Bolckow é uma cidade localizada no estado americano de Missouri, no Condado de Andrew.

## Demografia
Segundo o censo americano de 2000, a sua população era de 234 habitantes. 
Em 2006, foi estimada uma população de 235, um aumento de 1 (0.4%).

## Geografia
De acordo com o United States Census Bureau tem uma área de 
0,8 km², dos quais 0,8 km² cobertos por terra e 0,0 km² cobertos por água. Bolckow localiza-se a aproximadamente 290 m acima do nível do mar.

## Localidades na vizinhança
O diagrama seguinte representa as localidades num raio de 16 km ao redor de Bolckow. 